# Căpleni
Căpleni là một xã thuộc hạt Satu Mare, România. Dân số thời điểm năm 2002 là 4534 người.